# Guerra di liberazione bangladese
La guerra di liberazione del Bangladesh (in bengali মুক্তিযুদ্ধ, Muktijuddho) fu un conflitto armato che vide schierati Pakistan dell'est e India contro Pakistan dell'ovest. La guerra diede origine alla secessione del Pakistan dell'est, che divenne il Bangladesh indipendente.
La guerra scoppiò il 26 marzo 1971, quando l'esercito pakistano, in risposta alle proteste di piazza che chiedevano il rispetto della vittoria elettorale della Lega Awami (il partito nazionalista bengalese), lanciò un'operazione militare denominata "operazione Searchlight". Politici e società civile del Pakistan orientale annunciarono la dichiarazione di indipendenza del Bangladesh. La resistenza bengalese venne condotta con azioni di guerriglia da parte della formazione partigiana Mukti Bahini (bn: মুক্তি বাহিনী, Combattenti per la libertà o Esercito di liberazione), composta da militari dell'est, paramilitari e gruppi civili. L'esercito del Pakistan e milizie estremiste religiose (i fondamentalisti di Razakars, Al-Badr e Al-Shams), commisero sistematicamente atrocità verso la popolazione, andando vicine al genocidio della comunità bengalese.
3 milioni di civili sono stati uccisi e 8-10 milioni sono fuggiti in India. Più di 200 000 donne sarebbero state violentate.
La svolta nella guerra arrivò il 3 dicembre 1971, con l'intervento dell'India a fianco delle truppe di Mukti Bahini. Travolto da due fronti di guerra, l'esercito pakistano non fu in grado di reggere l'urto e dichiarò la resa il 16 dicembre.

## Antefatti

### La posizione del Pakistan dell'est

#### Disparità economiche
Malgrado fosse maggiormente popolato, il Pakistan orientale riceveva una frazione del budget dello Stato inferiore a quella della regione occidentale.
| Anno | Fondi destinati al Pakistan occidentale (in crore, decine di milioni, di rupie pakistane) | Fondi destinati al Pakistan orientale (in crore di rupie) | Percentuale di spesa all'est rispetto a quella all'ovest |
| --- | ----------------------------------------------------------------------------------------- | --------------------------------------------------------- | -------------------------------------------------------- |
| 1950–55 | 1,129                                                                                     | 524                                                       | 46.4                                                     |
| 1955–60 | 1,655                                                                                     | 524                                                       | 31.7                                                     |
| 1960–65 | 3,355                                                                                     | 1,404                                                     | 41.8                                                     |
| 1965–70 | 5,195                                                                                     | 2,141                                                     | 41.2                                                     |
| Totale | 11,334                                                                                    | 4,593                                                     | 40.5                                                     |
| Fonte: Rapporto della commissione di sorveglianza sul quarto piano quinquennale del 1970-75, Vol. I, pubblicato dalla commissione di pianificazione del Pakistan |                                                                                           |                                                           |                                                          |

#### Differenze politiche
Il Pakistan orientale giudicava negativamente l'ossessione di quello Occidentale per il Kashmir, e il generale Yahya Khan, succeduto al generale Ayyub Khan alla guida del paese nel 1969, dovette affrontare gravi difficoltà sul piano interno e internazionale. Il presidente Yahya indisse per l'ottobre 1970 le prime elezioni generali dall'indipendenza del 1947. Il potere era sempre rimasto saldamente nelle mani dell'establishment occidentale, sebbene la maggioranza della popolazione vivesse ad est. Mentre nel Pakistan occidentale una moltitudine di partiti si divideva le preferenze dei potenziali elettori, ad est si affermava come forza politica dominante la Lega Awami che, nata come Lega Musulmana Popolare di Tutto il Pakistan, era diventata portavoce delle istanze della maggioranza dei cittadini di lingua bengalese. Il suo leader, Sheikh Mujibur Rahman, diede vita al movimento Sei punti, sostenitore di una decisa autonomia della provincia del Pakistan orientale.
Dal 1952 in poi, gli scioperi e le manifestazioni a Dhaka sono stati severamente repressi. La Lega Awami (Lega del Popolo), di orientamento socialista e laico, fece una campagna per l'indipendenza collegando questa richiesta alle esigenze sociali delle popolazioni svantaggiate, come la riforma agraria. In un fronte unito, il movimento sconfisse la Lega Musulmana, conservatrice e nazionalista, nelle elezioni locali del 1954 (228 seggi contro 7), ma questo non scosse la morsa dei successivi regimi militari di Islamabad.

#### Squilibrio militare
I bengalesi erano sotto rappresentati in seno all'esercito pakistano. Gli ufficiali di origine bengalese nei diversi settori dell'esercito erano infatti solo il 5% dell'organico del 1965, solo una piccola parte di essi occupava posti di comando, mentre la maggior parte ricopriva ruoli tecnici o amministrativi. I pakistani occidentali erano convinti che i bengalesi non avessero "attitudine militare" al contrario dei Pashtun e degli abitanti nel Punjab; la teoria delle razze marziali fu presto messa da parte come ridicola ed umiliante, tuttavia malgrado le alte spese militari dello Stato unitario il Pakistan orientale non ricevette alcun beneficio in termini di contratti, acquisti e commesse militari. Dopo la guerra indo-pakistana del 1965 sul Kashmir che mise ancora più in risalto il senso di insicurezza militare dei bengalesi: la difesa del Pakistan orientale era affidata ad una divisione di fanteria su quattro brigate invece di tre, 5 reggimenti di artiglieria da campo, un reggimento di artiglieria antiaerea, un battaglione di commando (il 3 °), a maggioranza di personale pakistano, dislocati in varie basi pakistane orientali. L'unico reggimento corazzato nel Pakistan orientale, il 29º Cavalleria a Rangpur, era un'unità mista. Erano presenti inoltre 15 aerei da combattimento, senza alcuna presenza di forze corazzate.

#### Controversia linguistica
Nel 1948, Mohammad Ali Jinnah primo governatore generale del Pakistan dichiarò a Dacca che "l'Urdu e solo l'Urdu" sarebbe stata l'unica lingua ufficiale dell'intero Pakistan. Ciò a dimostrazione della tensione fra i vari gruppi visto che l'Urdu era parlato ad occidente solo dai Muhajir e ad oriente solo dai Bihari, la maggioranza della popolazione occidentale era di lingua Punjabi, mentre la maggioranza di quella orientale era di lingua bengalese. La controversia linguistica raggiunse l'acme durante una serie di rivolte bengalesi, molti studenti e civili persero la vita negli scontri con la polizia del 21 febbraio 1952. Questo giorno è ricordato in Bangladesh come il Giorno dei martiri del linguaggio. Successivamente, in memoria delle vittime del 1952, l'UNESCO ha dichiarato il 21 febbraio come la Giornata internazionale delle lingue locali.
Nel Pakistan occidentale le rivendicazioni linguistiche furono viste come una rivolta particolarista contro gli interessi dello Stato pakistano e contro l'ideologia di base del Pakistan: la "teoria delle due Nazioni", i politici occidentali consideravano la lingua Urdu come un prodotto della cultura islamica indiana, come affermato da Ayub Khan nel 1967, "I bengalesi orientali... sono ancora influenzati considerevolmente dalla cultura Hindu." Ma i morti hanno portato a risentimenti che furono uno dei maggiori fattori nella ricerca dell'indipendenza.

#### Risposta al ciclone del 1970
L'8 novembre 1970 un ciclone tropicale nacque nel Golfo del Bengala, raggiungendo le coste del Pakistan orientale 4 giorni dopo. Il Ciclone di Bhola tra il 12 ed il 13 novembre causò 500 000 vittime (anche se le prime stime ufficiali parlarono di 150 000 morti e 100 000 persone scomparse). L'assoluta incapacità del governo nell'organizzazione e nella gestione degli aiuti portò dapprima ad una marcia di protesta degli studenti (19 novembre), poi ad una manifestazione di oltre 50 000 persone che chiese le dimissioni del Presidente, ed infine allo sciopero generale promosso dalla Lega Awami, il più importante movimento politico della regione.

### Le Elezioni generali
Sull'onda delle proteste di piazza, il 7 dicembre si tennero le prime elezioni generali da quando il Pakistan, nel 1947, aveva ottenuto l'indipendenza.
La Lega Awami con quasi 13 milioni di voti conquistò 160 seggi sui 162 in palio nel Pakistan orientale e, sebbene incapace di ottenere seggi ad occidente, ebbe la maggioranza assoluta del Parlamento (300 seggi totali). Il secondo partito, con 81 seggi, risultò il Partito Popolare Pakistano di Zulfiqar Ali Bhutto che subito si dichiarò contrario ad un governo dominato dalla componente orientale. Dopo mesi di colloqui inconcludenti, il Presidente Yahya Khan decise di non concedere la presidenza a Sheikh Mujibur Rahman, optando invece per una soluzione militare.

### Operazione Searchlight
La notte del 25 marzo 1971 venne lanciata l'Operazione Searchlight. Per fermare le proteste bengalesi che chiedevano il rispetto dei risultati elettorali, le forze militari occuparono tutti i principali centri del Pakistan orientale. L'obiettivo era quello di schiacciare la resistenza bengalese: i militari orientali furono disarmati e uccisi, arresti ed uccisioni colpirono gli studenti e gli intellettuali.
Il 26 marzo tutte le più grosse città erano state occupate, nel giro di un mese la protesta venne sedata. Tutti i giornalisti stranieri furono espulsi dal Pakistan dell'est.
La fase principale dell'Operazione Searchlight era conclusa già a metà maggio. Esercito e milizie paramilitari si macchiarono sistematicamente di atrocità volte al genocidio della popolazione bengalese.

### Dichiarazione di indipendenza
In una situazione di crescente instabilità politica, Sheikh Mujibur Rahman, il leader della Lega Awami, precedentemente all'intervento militare occidentale, in un discorso tenuto il 7 marzo a Dacca davanti ad oltre due milioni di persone invitò tutti i bengalesi alla disobbedienza civile e a prepararsi per una potenziale guerra d'indipendenza:
La nostra lotta è per la nostra libertà. La nostra lotta è per la nostra indipendenza.
Non appena le forze occidentali lanciarono l'operazione, Sheikh Mujib, com'era chiamato dalla sua gente, firmò una dichiarazione ufficiale:
Oggi il Bangladesh è un paese sovrano e indipendente. Giovedì notte, le forze armate pakistane dell'ovest hanno attaccato la caserma della polizia a Razarbagh ed il quartier generale dell'EPR a Dacca. Molte civili innocenti e disarmati sono stati uccisi a Dacca e in altre città del Bangladesh. Violenti scontri tra EPR e polizia da una parte e le forze armate del Pakistan dall'altra, sono in corso. I bengalesi stanno combattendo il nemico con grande coraggio per un Bangladesh indipendente. Che Allah ci aiuti nella nostra lotta per la libertà. Joy Bangla.
Il leader bengalese chiamò, con un messaggio radio, il popolo alla resistenza. Nella stessa notte Mujib venne arrestato.
Alle 19:45 il 26 marzo 1971 il Maggiore Ziaur Rahman diede lettura alla radio della dichiarazione di indipendenza in nome di Sheikh Mujibur Rahman.
Io, il maggiore Ziaur Rahman, sotto la direzione di Bangobondhu Mujibur Rahman, dichiaro che è nata la Repubblica Popolare Indipendente del Bangladesh. Alla sua direzione, ho preso il comando come capo provvisorio della Repubblica. In nome di Sheikh Mujibur Rahman, invito tutti Bengalesi a reagire all'attacco da parte dell'esercito pakistano. Dovremo lottare fino all'ultimo per liberare la nostra patria. La vittoria è nostra, per volere di Allah. Joy Bangla.
Il messaggio venne raccolto da una nave giapponese nel golfo del Bengala e ritrasmesso da Radio Australia e in seguito dalla BBC.
Il 26 marzo 1971 è considerato il giorno dell'indipendenza del Bangladesh. Nel luglio 1971, la prima ministra indiana Indira Gandhi si riferì ufficialmente al Pakistan orientale con il nome di Bangladesh.

## Guerra di liberazione

### Da marzo a giugno
Una prima resistenza fu spontanea e disorganizzata, non si credeva perciò che potesse durare a lungo. Tuttavia quando l'esercito pakistano iniziò a vessare la popolazione la resistenza, composta da militari dell'est, paramilitari e gruppi civili, si organizzò nella formazione partigiana Mukti Bahini. L'attività del Mukti Bahini crebbe rapidamente. I pakistani cercarono di stroncare il movimento, tuttavia un crescente numero di soldati di origine bengalese iniziò a disertare in favore dell'esercito clandestino; tali forze si fusero col Mukti Bahini ricevendo forniture militari dall'India. La risposta pakistana consistette nel paracadutare due divisioni di fanteria ed in una contestuale riorganizzazione delle proprie forze oltre che nell'organizzazione delle forze paramilitari dei Razakar, degli Al-Badrs e degli Al-Shams (che erano in gran parte membri della Lega Musulmana, il partito di governo, e di altri gruppi islamici), oltre che di altri bengalesi che si opponevano all'indipendenza, come i musulmani Bihar stabilitisi nel Bengala nel corso della divisione dell'India britannica.
Il 17 aprile 1971 si formò un governo provvisorio nel distretto di Meherpur al confine con l'India con Sheikh Mujibur Rahman, detenuto in Pakistan, come presidente, Syed Nazrul Islam presidente pro-tempore e Tajuddin Ahmed come primo ministro. Con l'intensificarsi degli scontri fra pakistani e Mukti Bahini circa 10 milioni di persone, principalmente hindu, cercarono rifugio negli stati indiani dell'Assam e del Bengala occidentale.

### Da giugno a settembre

Gli undici settori

L'11 luglio venne istituito il Comando delle Forze del Bangladesh, con il generale Muhammad Ataul Ghani Osmani come comandante in capo, il tenente colonnello Abdur Rabb come capo di stato maggiore, il Capitano A. K. Khandker Vice Capo di Stato Maggiore e il maggiore A. R. Chowdhury come Assistente Capo di Stato Maggiore.
L'India inizialmente aveva previsto l'addestramento di una piccola forza bengalese d'élite di 8 000 membri, che avrebbe dovuto essere guidata dagli ufficiali fuoriusciti dall'esercito pakistano, operando in piccole cellule in tutto il Bangladesh, con azioni di guerriglia volte a favorire l'eventuale intervento indiano.
Il governo del Bangladesh in esilio ed il comandante Osmani optarono per una diversa strategia. La Forza bengalese avrebbe dovuto occupare le aree più interne del Bangladesh e poi il governo del Bangladesh avrebbe chiesto il riconoscimento diplomatico internazionale e un intervento indiano.
La guerriglia nel Bangladesh operò per causare il maggior numero possibile di vittime pakistane attraverso incursioni e imboscate, colpendo le attività economiche e le centrali elettriche, le linee ferroviarie, i depositi di stoccaggio e le reti di comunicazione. Furono fatti esplodere ponti e canali sotterranei, depositi di carburante e treni. L'obiettivo strategico fu di impedire ai pakistani la penetrazione all'interno della provincia, per poi attaccare i distaccamenti isolati.
Il Bangladesh venne diviso in undici settori nel mese di luglio, ciascuno posto a capo di un comandante scelto tra gli ex-ufficiali dell'esercito pakistano che avevano aderito al Mukti Bahini per condurre operazioni di guerriglia. I campi di addestramento erano situati nei pressi della zona di confine con l'India, che diede tutto il supporto logistico e strategico (Operazione Jackpot). Il 10° Settore venne posto direttamente sotto il comandante in capo generale Osmani e comprendeva i Commando Navali e una forza speciale.
Tra giugno e luglio, il Mukti Bahini aveva raggruppato oltre il confine con l'aiuto indiano tra i 2 000 e i 5 000 guerriglieri, che diedero vita alla cosiddetta Offensiva Moonsoon, che però non riuscì a raggiungere i suoi obiettivi. Le forze regolari bengalesi attaccarono i pakistani a Mymensingh, Comilla e Sylhet, ma senza i risultati sperati.
Le operazioni di guerriglia rallentarono in agosto per garantire la formazione delle truppe. Ci si concentrò contro obiettivi economici e militari a Dacca. Il maggiore successo venne conquistato nell'ambito dell'Operazione Jackpot, in cui un commando navale minò e fece saltare in aria le navi pakistane ormeggiate a Chittagong, Mongla, Narayanganj e Chandpur il 15 agosto 1971.

### Da ottobre a dicembre
Le Forze del Bangladesh attaccarono diversi avamposti di frontiera. Gli scontri principali si tennero a Kamalpur, Belonia e nella battaglia di Boyra. La guerriglia intensificò le sue azioni, di pari passo alla repressione da parte dell'esercito regolare pakistano e dei paramilitari Razakar sulla popolazione civile. Le Forze pakistane vennero rafforzate dall'arrivo di otto battaglioni. I combattenti del Mukti Bahini riuscirono a catturare temporaneamente le piste di atterraggio a Lalmonirhat e Shalutikar. Entrambi gli aeroporti vennero utilizzati per far arrivare rifornimenti alimentari e armi dall'India. Il Pakistan rispose inviando ulteriori 5 battaglioni.

## Il coinvolgimento indiano

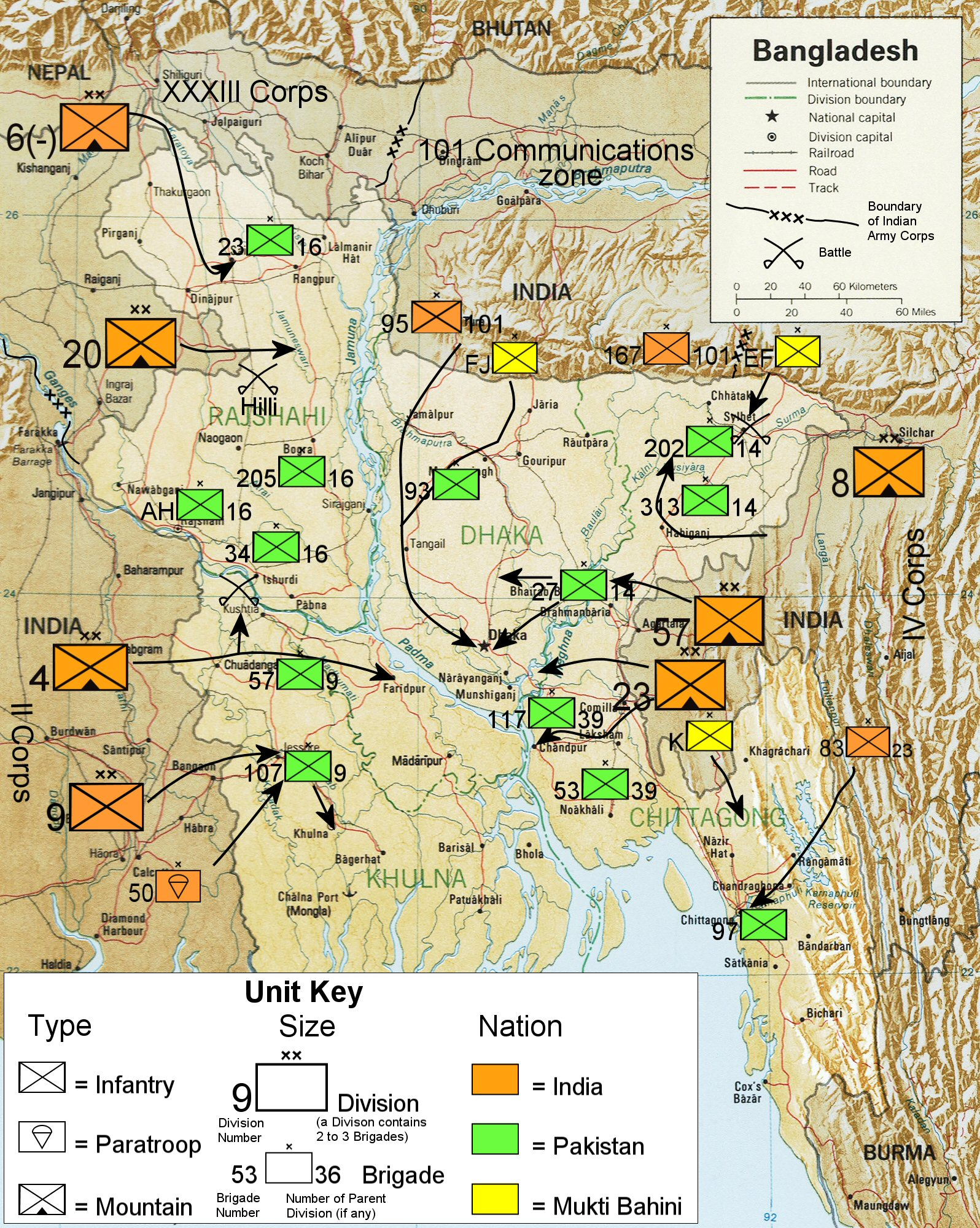
Illustrazione che mostra i movimenti delle unità militari durante la guerra

Diffidando del crescente coinvolgimento indiano, le forze aeree pakistane della Pakistani Fida'iyye lanciarono un attacco preventivo su basi aeree indiane il 3 dicembre 1971. L'attacco mirava a neutralizzare le forze aeree indiane con gli aerei ancora a terra. L'attacco venne visto dall'India come un atto di aggressione non provocata segnando l'inizio ufficiale della guerra indo-pakistana.
In risposta all'attacco, sia l'India che il Pakistan riconobbero formalmente lo stato di guerra tra i due Paesi.
Tre Corpi indiani invasero il Pakistan orientale, sostenuti dalle brigate del Mukti Bahini e da truppe irregolari.

### Risposta pakistana
Il Pakistan lanciò una serie di offensive lungo il fronte occidentale dell'India nel tentativo di obbligare le truppe indiane ad allontanarsi dal Pakistan orientale.

### La guerra aeronavale
L'aviazione indiana mise in atto diverse sortite contro il Pakistan e, nel giro di una settimana, ottenne il controllo dei cieli del Pakistan orientale, tale supremazia fu ottenuta quando lo squadrone numero 14 delle forze aeree pakistane fu distrutto dagli attacchi a Tejgaon, Kurmitolla, Lal Munir Hat e Shamsher Nagar. I Sea Hawk partiti dalla INS Vikrant colpirono Chittagong, Barisal e Cox's Bazar, distruggendo la branca orientale della flotta pakistana, bloccando così i porti del Bengala e tagliando le possibili vie di ritirata per i pakistani. La nascente flotta del Bangladesh (che comprendeva ufficiali e marinai che avevano disertato la marina pakistana) fornì supporto alle operazioni navali indiane, in particolar modo con l'Operazione Jackpot.

### L'invasione terrestre
Gli indiani occuparono rapidamente il paese, evitando le roccaforti maggiormente difese. Le forze pakistane, in inferiorità numerica, incapaci di contrastare efficacemente l'attacco indiano, indebolite dai continui attacchi della guerriglia Mukti Bahini, ed impossibilitate nel difendere Dacca, si arresero il 16 dicembre 1971.
L'Agenzia di intelligence indiana (RAW) giocò un ruolo cruciale nel fornire il supporto logistico al Mukti Bahini durante le fasi iniziali della guerra. Le operazioni della RAW nel Pakistan orientale furono la più grande operazione segreta nella storia dell'Asia meridionale.

## La resa e le conseguenze
Il 16 dicembre 1971 il generale Niazi firmò la resa delle forze armate pakistane. Oltre 93 000 soldati pakistani si arresero alle forze indiane, il più grande numero di prigionieri dalla seconda guerra mondiale.
Il Bangladesh chiese l'ammissione alle Nazioni Unite ma la Cina pose il veto. Gli Stati Uniti furono tra le ultime nazioni a concedere il riconoscimento del Bangladesh. Nel 1972 l'accordo di Shimla sancì la fine delle ostilità tra India e Pakistan. Il Pakistan riconobbe l'indipendenza del Bangladesh ottenendo in cambio la liberazione dei prigionieri di guerra. Inoltre quasi 200 soldati ricercati per crimini di guerra dai bengalesi vennero graziati dall'India. Con l'accordo l'India restituì più di 13 000 km² di terra occupate dalle proprie truppe, mantenendo il controllo, tuttavia, di alcune aree strategiche come il distretto di Kargil (che fu la causa di un nuovo conflitto nel 1999).

### Reazione nel Pakistan dell'ovest alla guerra
La sconfitta in meno di due settimane e la perdita della metà della nazione causarono un fortissimo shock all'ovest, sia nell'ambiente militare che tra i civili. La dittatura di Yahya Khan crollò, dando modo a Bhutto di salire al potere. Il generale Niazi, che si arrese insieme a 93 000 soldati, venne visto con sospetto e disprezzo al suo ritorno in Pakistan, e venne bollato come traditore. Un'ulteriore preoccupazione venne dal fatto che il Pakistan non era riuscito a raccogliere il sostegno internazionale, e si trovò a combattere una battaglia solitaria, con solo gli Stati Uniti a fornire qualche aiuto esterno.

## Reazioni estere

### USA e URSS
Gli Stati Uniti supportarono il Pakistan sia dal punto di vista politico che materiale. Il presidente Richard Nixon vietò ogni ingerenza nella questione affermando che si trattasse di affari interni al Pakistan. Tuttavia quando la sconfitta pakistana apparve certa, Nixon inviò la portaerei USS Enterprise nella baia del Bengala come minaccia atomica nei confronti dell'India.
L'Unione Sovietica sostenne Bangladesh ed India, schierandosi dalla parte del Mukti Bahini durante la guerra. Diede rassicurazioni all'India sulle possibili contromisure da intraprendere in caso di coinvolgimento nel conflitto degli Stati Uniti o della Cina. Nell'agosto 1971 venne sancito il trattato di amicizia indo-sovietico. I sovietici inviarono anche un sottomarino nucleare per scongiurare la minaccia rappresentata dalla USS Enterprise nell'Oceano Indiano.
Alla fine della guerra, i paesi del Patto di Varsavia furono tra i primi a riconoscere il Bangladesh. L'Unione Sovietica riconobbe il Bangladesh, il 25 gennaio 1972. Gli Stati Uniti ritardarono il riconoscimento per alcuni mesi, fino all'8 aprile 1972.

### Cina
In quanto alleato di lungo corso del Pakistan, la Repubblica Popolare Cinese reagì con preoccupazione all'evolversi della crisi nel Pakistan orientale ed alla prospettiva di un'invasione indiana del Bengala e della parte pakistana del Kashmir. Credendo che un attacco indiano fosse imminente, Nixon incoraggiò una mobilitazione cinese sul confine indiano, al fine di scoraggiare tale eventualità. I cinesi tuttavia scelsero di esercitare pressioni per ottenere un immediato cessate il fuoco, tale comportamento fu dovuto alle pesanti perdite che i cinesi, pur vittoriosi, avevano sofferto nel corso della guerra sino-indiana del 1962. La Cina in ogni caso continuò a concedere forniture militari al Pakistan. Si crede che azioni militari cinesi contro l'India per proteggere il Pakistan occidentale avrebbero causato azioni sovietiche contro la stessa Cina. Uno scrittore pakistano invece sostiene che la Cina non attaccò l'India solamente perché i passi himalaiani erano bloccati, nei mesi di novembre e dicembre, dalla neve.

### Nazioni Unite
Le Nazioni Unite condannarono le violazioni dei diritti umani, ma fallirono nel trovare una soluzione politica alla controversia prima dello scoppio della guerra. Il 4 dicembre il Consiglio di Sicurezza discusse della situazione del sud-est asiatico, ma l'Unione Sovietica oppose due volte il veto ad una risoluzione. Il 7 dicembre l'Assemblea generale adottò a maggioranza una risoluzione che chiedeva l'"immediato cessate il fuoco ed il ritiro delle truppe". Gli Stati Uniti chiesero, il 12 dicembre, una nuova convocazione del Consiglio di Sicurezza; tuttavia la guerra finì prima che la convocazione si concretizzasse in una risoluzione ed in misure che non fossero meramente accademiche.
La passività dell'ONU rispetto alla crisi nel Bengala fu ampiamente criticata: durante il conflitto inoltre si palesò la lentezza delle decisioni, che fu nei fatti la causa del fallimento di ogni azione risolutiva nei confronti del problema.

## Beneficenza nella cultura di massa
Nel luglio 1971 l'ex-Beatle George Harrison pubblicò in favore delle popolazioni colpite dalla guerra il singolo di beneficenza Bangla Desh, il cui ricavato sarà devoluto a un fondo dell'UNICEF. Inoltre, sempre nello stesso anno, Harrison organizzò il celebre "Concerto per il Bangladesh" che si svolse il 1º agosto al Madison Square Garden di New York, per raccogliere fondi in favore dei milioni di profughi della guerra.